# Gilly-sur-Loire
Gilly-sur-Loire è un comune francese di 497 abitanti situato nel dipartimento della Saona e Loira nella regione della Borgogna-Franca Contea.

## Società

### Evoluzione demografica
Abitanti censiti